# Lottie Moss
Charlotte "Lottie" Moss, född 9 januari 1998 i London, är en brittisk fotomodell. Hon är yngre halvsyster till fotomodellen Kate Moss, samt moster till fotomodellen Lila Moss.
Lottie Moss blev upptäckt redan som trettonåring år 2011, då hon var brudtärna på systern Kates bröllop. Hennes allra första modelljobb var en fotografering till tidningen Teen Vogue under år 2014. Samma år syntes hon även i en serie annonser för Calvin Klein, som halvsystern Kate även har agerat modell för.
Lottie Moss identifierar sig själv som pansexuell. I november 2020 berättade hon även att hon hade blivit diagnostiserad med ADHD.